# 于斯
于斯（法語：Us，法語發音：[ys] ⓘ）是法国法蘭西島大區瓦兹河谷省的一个市镇，位于该省中部偏西，属于蓬图瓦兹区。

## 地理
于斯（49°5'59"N, 1°58'0"E）面积10.98 平方千米，位于法国法蘭西島大區瓦兹河谷省，该省份为法国北部内陆省份，北起瓦兹省，西接厄尔省，南至塞纳-圣但尼省、上塞纳省和伊夫林省，东临塞纳-马恩省。
与于斯接壤的市镇（或旧市镇、城区）包括：桑特伊、维尼、阿布莱日、弗雷梅库尔、勒佩尔谢、泰梅里库尔。
于斯的时区为UTC+01:00、UTC+02:00（夏令时）。

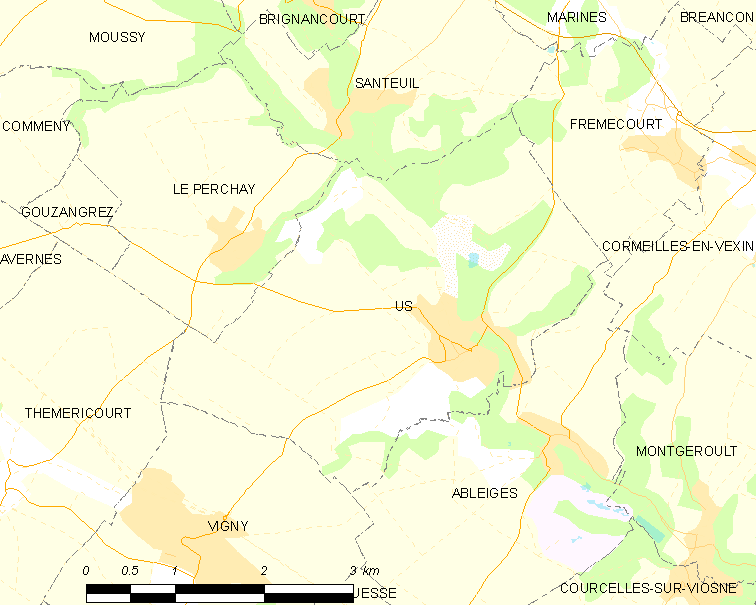
于斯的OSM定位图

## 行政
于斯的邮政编码为95450，INSEE市镇编码为95625。

## 政治
于斯所属的省级选区为蓬图瓦兹县。

## 人口

1962-2008年间于斯人口变化图示

于斯于2022年1月1日时的人口数量为1331人。